# George T. Babbitt junior

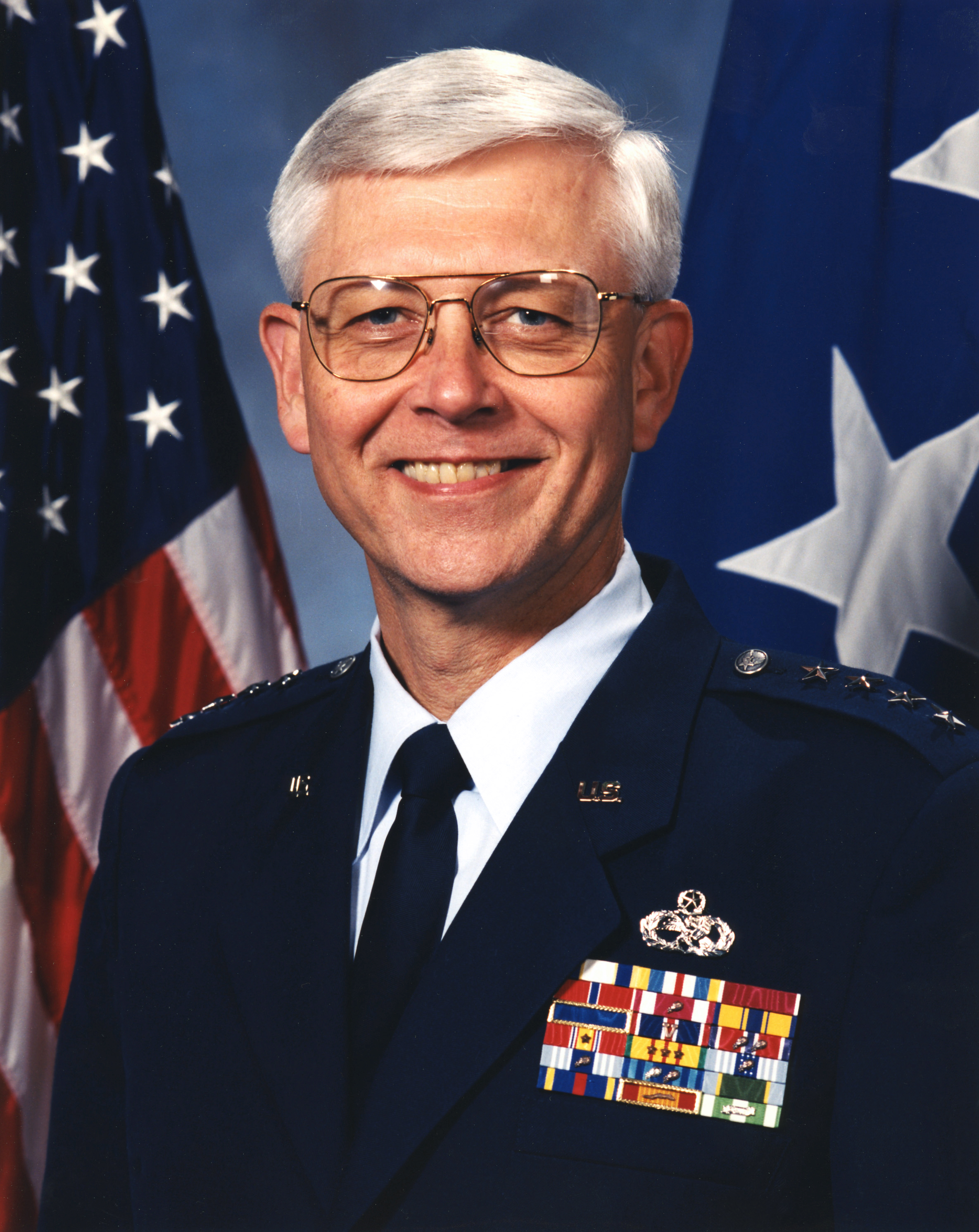
General George T. Babbitt, Jr.

George T. Babbitt, Jr. (* 22. Juni 1942 in Bremerton, Washington) ist ein ehemaliger US-amerikanischer General der US Air Force, der zuletzt von 1997 bis 2000 Oberkommandierender des Luftwaffenmaterialkommandos AFMC (Air Force Materiel Command) war.

## Leben

### Ausbildung zum Luftwaffenoffizier
Babbitt spielte als Schüler Schlagzeug und war der erste Drummer der 1958 gegründeten Instrumental-Rock-Band The Ventures. Er schied allerdings noch vor dem ersten großen Hit Walk – Don’t run (1960) aus der Band aus, da er noch nicht alt genug war, um bei Auftritten in Bars und Nachtclubs zu spielen. und absolvierte nach dem Schulbesuch ein Maschinenbaustudium an der University of Washington, das er 1965 mit einem Bachelor of Science (B.Sc. Mechanical Engineering) abschloss. Während des Studiums trat er dem Reserve Officer Training Corps Program der University of Washington bei und wurde nach seiner Beförderung zum Leutnant am 19. März 1965 in die US Air Force übernommen. In der Folgezeit absolvierte er zwischen Juni 1965 und Februar 1966 einen Lehrgang für Flugzeuginstandhaltung auf der Chanute Air Force Base und war danach von Februar 1966 bis Juni 1969 Instandhaltungsoffizier für McDonnell F-4 „Phantom II“ auf RAF Alconbury, einem Stützpunkt der Royal Air Force. Dort erfolgte am 30. November 1966 seine Beförderung zum Oberleutnant sowie am 12. Juni 1968 zum Hauptmann.
Nach seiner Rückkehr in die USA folgte zwischen Juni 1969 und September 1970 ein postgraduales Studium im Fach Logistikmanagement am Air Force Institute of Technology auf dem Militärflugplatz Wright-Patterson Air Force Base, das er mit einem Master of Science (M.Sc. Logistics Management) abschloss. Anschließend war er von September 1970 bis September 1971 Instandhaltungsoffizier der 12. Taktischen Aufklärungsstaffel (12th Tactical Reconnaissance Squadron) auf der Tan Son Nhut Air Base in Südvietnam sowie nach seiner Rückkehr zwischen September 1971 und August 1973 Instandhaltungsplaner im Systemprogrammbüro für Rockwell B-1 A,  ein zunächst von Rockwell International und später von Boeing geplanter überschallschneller, strategischer Langstreckenbomber, der jedoch nie in Dienst gestellt wurde. Daraufhin war er von August 1973 bis Januar 1976 Manager für Unterstützungsausrüstung und Ersatzteile im Rockwell B-1 A-Systembüro. Während dieser Zeit absolvierte er 1975 einen Programmmanagerkurs am Defense Systems Management College in Fort Belvoir und wurde am 1. Mai 1975 auch zum Major befördert. Anschließend fand er zwischen Januar 1976 und Januar 1978 Verwendung als stellvertretender Programmmanager für Logistik im Programmbüro für das Präsizionslokalisierungsangriffssystem (Precision Location Strike System ), das sich ebenfalls auf der Wright-Patterson Air Force Base befand.
Nach dem Besuch des Armed Forces Staff College in Norfolk von Januar bis Juli 1978 wurde er Babbitt im Juli 1978 Wartungsoffizier sowie nach seiner Beförderung zum Oberstleutnant am 1. November 1979 Kommandeur der 1. Flugzeugentwicklungsstaffel (1st Aircraft Generation Squadron) auf der Langley Air Force Base. Im Anschluss folgte zwischen August 1980 und September 1981 eine Verwendung als Kommandeur der 36. Flugzeugentwicklungsstaffel (36th Aircraft Generation Squadron) auf dem Luftwaffenstützpunkt Bitburg Air Base sowie von September 1981 bis August 1984 als Assistent des stellvertretenden Kommandeurs für Wartung und nach seiner Beförderung zum Oberst am 1. August 1984 zum stellvertretender Kommandeur für Wartung des ebenfalls auf der Bitburg Air Base stationierten 36. Taktischen Kampfgeschwaders (36th Tactical Fighter Wing). Nach einem Studium von Juli 1985 bis Juni 1986 am Air War College (AWC) auf der Maxwell-Gunter Air Force Base fungierte er zwischen Juni 1986 und Juni 1990 als Referatsleiter sowie zuletzt als stellvertretender Leiter der Abteilung Logistikplanung und -Programme im Hauptquartier der US Air Force in Washington, D.C. und absolvierte in dieser Zeit 1989 auch einen Lehrgang für Verwaltungsentwicklung an der J. L. Kellogg Graduate School of Management der Northwestern University.

### Aufstieg zum General
Im Juni 1990 übernahm Babbitt den Posten als Leiter der Logistikabteilung im Hauptquartier des Luftwaffenausbildungskommandos ATC (Air Training Command) auf der Randolph Air Force Base und verblieb auf diesem Posten bis Juli 1992. Dort erfolgte am 1. September 1990 auch seine Beförderung zum Brigadegeneral. Anschließend fungierte er zwischen Juli 1992 und Juni 1993 als Leiter der Logistikabteilung im Hauptquartier der US-Luftstreitkräfte in Europa USAFE (United States Air Forces in Europe) auf dem Luftwaffenstützpunkt Ramstein Air Base sowie von Juni 1993 bis März 1994 als Leiter der Versorgungsabteilung im Hauptquartier der US-Luftwaffe in Washington, D.C. In dieser Zeit wurde er am 1. Juli 1993 zum Generalmajor befördert und absolvierte des Weiteren 1993 einen Lehrgang für Leitende Verwaltungsmanager an der John F. Kennedy School of Government der Harvard University.
Babbitt war von April 1994 bis Juni 1995 stellvertretender Direktor und Leiter der Abteilung für Materialmanagement der Agentur für Verteidigungslogistik DLA (Defense Logistics Agency), eine in Alexandria ansässige und für Logistik zuständige Behörde des US-Verteidigungsministeriums. Anschließend fungierte er zwischen Juni 1995 und Oktober 1996 als stellvertretender Chef des Luftwaffenstabes für Logistik (Deputy Chief of Staff of the Air Force for Logistics) und erhielt kurz nach der Übernahme des Postens am 1. Juli 1995 seine Beförderung zum Generalleutnant. Daraufhin war er von Oktober 1996 bis Mai 1997 Direktor der Defense Logistics Agency, die mittlerweile nach Fort Belvoir verlegt wurde.
Zuletzt übernahm Babbitt im Mai 1997 von General Henry Viccellio Jr. den Posten als Oberkommandierender des Luftwaffenmaterialkommandos AFMC (Air Force Materiel Command) auf der Wright-Patterson Air Force Base und bekleidete diesen bis zu seiner Ablösung durch General Lester Lyles im Mai 2000. In dieser Funktion wurde er am 1. Juni 1997 zum General befördert. Als Oberkommandierender des AFMC war er zuständig für Forschung, Entwicklung, Erprobung und Evaluierung sowie für die Bereitstellung der Beschaffungsdienste und Logistikunterstützung, um die US-Luftwaffe und deren Waffensysteme für Kriegseinsätze einsatzfähig zu halten.
Für seine militärischen Verdienste und seine Tapferkeit wurde Babbitt mehrfach ausgezeichnet und erhielt unter anderem die Air Force Distinguished Service Medal, die Defense Superior Service Medal, den Legion of Merit, die Bronze Star Medal, die Meritorious Service Medal sowie die Air Force Commendation Medal. Darüber hinaus wurde ihm die Vietnam Service Medal mit drei silbernen Sternen und das südvietnamesische Gallantry Cross mit Palme verliehen.